# Where You Lead
Where You Lead è un brano musicale di Carole King del 1971.

## Il brano
Scritto da Carole King e Toni Sternl, il brano apparve per la prima volta nell'album best seller Tapestry nel gennaio del 1971. Potrebbe essere ispirato al libro di Rut, che recita: "where you go, I will go" ("dove andrai tu andrò anch'io"). Il critico Jon Landau della rivista Rolling Stone lo descrisse come una "canzone intrigantemente arguta che sembra parodiare l'estremo romanticismo alcuni dei lavori iniziali di Carole stessa". Landau lodò in particolar modo l'interpretazione del batterista Russ Kunkel.

## Reinterpretazioni
- Barbra Streisand incise la canzone e la inserì nel suo album del 1971 Barbra Joan Streisand.[4] Nel 1972, pubblicò una registrazione dal vivo della canzone nel suo album Live Concert at the Forum e ne fece un singolo.[5] In entrambi i casi non riscosse molto successo.
- Anche Kate Taylor reinterpretò la canzone nel suo album del 1971 Sister Kate.[6]  Il critico Joe Viglione di AllMusic disse che la versione di Kate Taylor ha un "sapore totalmente diverso" da quello delle versioni precedenti.[6]
- Carole King registrò assieme a sua figlia Louise Goffin una nuova versione di Where You Lead per la nota serie degli anni 2000 Una mamma per amica. La canzone fu utilizzata come sigla principale della serie.
- Nell'album del 2005 Love Makes the World - Deluxe Edition, Carole King registrò ancora una volta il brano con la partecipazione di sua figlia. Questa versione fu intitolata Where You Lead I Will Follow e apparve nell'album dal vivo del 2005 The Living Room Tour.
- Carole King si esibì con questa canzone in molti appuntamenti del suo Troubadour Reunion Tour del 2010 assieme a James Taylor.

### Versione di Barbra Streisand
Barbra Streisand pubblicò il singolo Sweet Inspiration/Where You Lead nel 1972, estraendolo dall'album dal vivo Live Concert at the Forum dello stesso anno. I brani sono stati registrati durante un concerto del 15 aprile 1972.
Nonostante il disco abbia un doppio titolo, Sweet Inspiration/Where You Lead è solo il nome della prima traccia (analogamente all'album), mentre come lato B è stato utilizzato il brano Didn't We di Jimmy Webb.

#### Tracce
1. Sweet Inspiration/Where You Lead – 6:02 (D. Penn, S. Oldham, C. King, T. Stern)
2. Didn't We – 2:33 (J. Webb)